# Mycomya excerpta
Mycomya excerpta är en tvåvingeart som beskrevs av Coher 1959. Mycomya excerpta ingår i släktet Mycomya och familjen svampmyggor. Inga underarter finns listade i Catalogue of Life.